# Tevfik Rüştü Aras

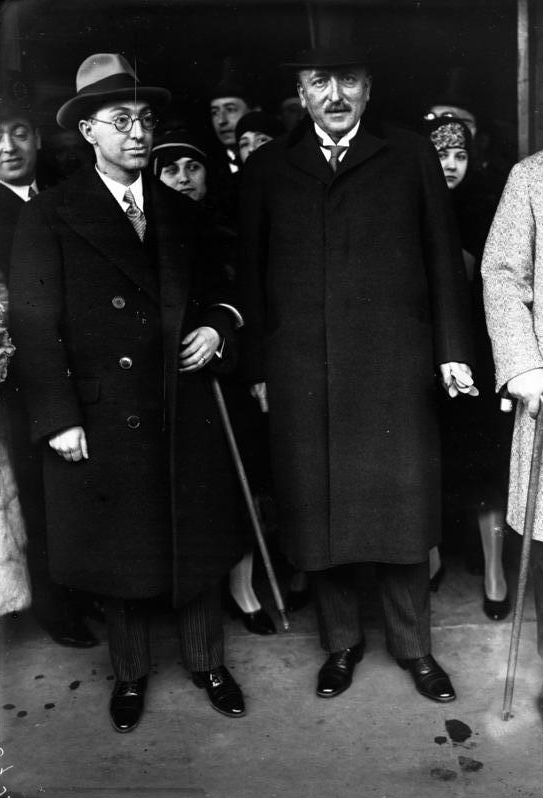
Tevfik Rüştü Aras (links) mit dem Staatssekretär der Weimarer Republik Carl von Schubert

Tevfik Rüştü Aras (geb. 1883 in Çanakkale; gest. 5. Januar 1972 in Istanbul) war ein türkischer Arzt und Außenminister unter Mustafa Kemal Atatürk. Er war vorher Gründungsmitglied der Kommunistischen Partei der Türkei. 1937 wurde er Präsident des Völkerbunds.

## Leben
Tevfik Rüştü Aras war der Schwager von Nâzım Bey, einem der Hauptorganisatoren des Völkermords an den Armeniern im Osmanischen Reich. Tevfik absolvierte die Medizinische Fakultät von Beirut und diente später als Arzt in Izmir, Istanbul und Thessaloniki. Er wurde Mitglied des geheimen Komites für Einheit und Fortschritt. Während dieser Mitgliedschaft traf er Mustafa Kemal Pascha, den späteren Gründer der Republik Türkei.
Später wurde Tevfik Rüştü Generalinspektor der Gesundheitsdienste und damit beauftragt, die Leichen der Opfer des Völkermords an den Armeniern zu vernichten. Er organisierte die Beseitigung der armenischen Leichen mit Tausenden Kilos von Kalk über einen Zeitraum von sechs Monaten. Die Leichen wurden in Brunnen gestopft, die wiederum mit Kalk gefüllt und mit Erde verschlossen wurden. Tevfik Rüştü erhielt sechs Monate, um die Aufgabe zu erfüllen. Danach kehrte er nach Istanbul zurück. H.W. Glockner, ein britischer Kriegsgefangener, schrieb in seinen Memoiren, dass er die Leichen ermordeter Armenier in Urfa sah, welche in große Gruben geworfen wurden und mit Kalk überzogen wurden. 1918 wurde Tevfik Rüştü Mitglied der Hohen Gesundheitskommission. Zu dieser Zeit heiratete er die Journalistin Evliyazade Makbule, die Tochter einer wohlhabenden Familie aus Izmir.
Bei der Eröffnung der Großen Türkischen Nationalversammlung 1920 wurde Tevfik Rüştü Aras zum Abgeordneten für den Wahlkreis Muğla gewählt. In seiner ersten Legislaturperiode als Parlamentsmitglied wurde er zum Mitglied des Unabhängigkeitsgerichts von Kastamonu ernannt. Im Herbst 1920 wurde er einer der Gründer der Kommunistischen Partei der Türkei (TKP). Tevfik Rüştü Aras besuchte Sowjetrussland, als Ali Fuat Bey zum Botschafter in Moskau ernannt wurde. In der zweiten, dritten, vierten und fünften Legislaturperiode war Tevfik Rüştü Aras Parlamentsabgeordneter für den Wahlkreis Izmir als Mitglied der Republikanischen Volkspartei (CHP).
Als am 4. März 1925 das Gesetz zur Sicherung der öffentlichen Ruhe in Kraft trat, wurde Tevfik Rüştü Aras zum Minister für Auswärtige Angelegenheiten im dritten Kabinett von İsmet İnönü ernannt. Er hielt diesen Posten in allen Regierungen bis zum Tode des Staatsgründers Atatürk. Er setzte Atatürks Außenpolitik um, indem er gutnachbarschaftliche Beziehungen zu den Nachbarländern aufrechterhielt, ebenso wie die Distanz zu den Hegemonialmächten. Er besuchte die Sowjetunion dreimal auf Einladung des russischen Außenministers Maxim Litwinow – 1926 in Odessa und 1936 sowie 1937 in Moskau.
Am 26. Mai 1937 wurde Tevfik Rüştü Aras zum Präsidenten der Völkerbundversammlung gewählt. Im Jahre 1939 wurde er zum Botschafter im Vereinigten Königreich ernannt und blieb in London für die nächsten dreieinhalb Jahre. Er ging 1943 in den Ruhestand und veröffentlichte einige Artikel in der Istanbuler Presse (vor allem in der Zeitung Tan). Er unterstützte die Gründung der Demokratischen Partei. Später wurde er Direktoriumsvorsitzender der Türkiye İş Bankası.
Die Reden, die er während seiner Zeit als Minister hielt, wurden im Buch (Lozan'ın izlerinde 10 yıl) von Numan Menemencioğlu 1937 gesammelt. Er sammelte auch seine zwischen 1945 und 1963 in der Tagespresse veröffentlichten Artikel im Buch Görüşlerim.
Nach Angaben der Großloge der Freien und Angenommenen Maurer der Türkei war Tevfik Rüştü Aras Freimaurer.
Er starb am 5. Januar 1972 in Istanbul und wurde im Aşiyan-Asri-Friedhof begraben.